# Boris Isacenko
Boris Isacenko (în rusă Борис Исаченко; n. 26 decembrie 1958, Brest, RSS Bielorusă, URSS) este un arcaș ce a reprezentat Uniunea Republicilor Sovietice Socialiste, medaliat olimpic. A participat la o ediție a Jocurilor Olimpice (1980) în care a câștigat o medalie de argint.

## Participări
Lista de mai jos prezintă principalele competiții la care a participat Boris Isachenko de-a lungul carierei.
- archery at the 1980 Summer Olympics – men's individual[*]